# سباستيان فاسي
سباستيان فاسي (بالإسبانية: Sebastián Fassi puton)‏ هو لاعب كرة قدم مكسيكي في مركز حراسة المرمى، ولد في 19 مايو 1993 في مدينة مكسيكو في المكسيك. لعب مع نادي باتشوكا.

## وصلات خارجية
- سباستيان فاسي على موقع قاعدة بيانات كرة القدم.إي يو (الإنجليزية)
- سباستيان فاسي على موقع Soccerway.com (الإنجليزية)
- سباستيان فاسي على موقع AS.com (الإسبانية)